# Jalapão (tiểu vùng)
Jalapão là một tiểu vùng thuộc bang Tocantins, Brasil. Tiều vùng này có diện tích 53416 km², dân số năm 2007 là 62241 người.